# Coppa Bernocchi 1998
La Coppa Bernocchi 1998, ottantesima edizione della corsa, si svolse il 21 agosto 1998 su un percorso di 198 km. Era valida come evento del circuito UCI categoria 1.3. La vittoria fu appannaggio dell'italiano Fabio Sacchi, che terminò la gara in 4h24'23", alla media di 44,935 km/h, precedendo i connazionali Alberto Elli e Daniele Nardello. L'arrivo e la partenza della gara furono a Legnano.
Sul traguardo di Legnano 75 ciclisti, su 161 partenti, portarono a termine la manifestazione.

## Ordine d'arrivo (Top 10)
| Pos. | Corridore        | Squadra       | Tempo    |
| ---- | ---------------- | ------------- | -------- |
| 1    | Fabio Sacchi     | Team Polti    | 4h24'23" |
| 2    | Alberto Elli     | Casino        | s.t.     |
| 3    | Daniele Nardello | Mapei         | s.t.     |
| 4    | Marco Milesi     | Brescialat    | s.t.     |
| 5    | Gilberto Zattoni | Amore & Vita  | s.t.     |
| 6    | Aleksandr Šefer  | Asics         | s.t.     |
| 7    | Michael Rich     | Saeco         | s.t.     |
| 8    | Paolo Valoti     | Cantina Tollo | s.t.     |
| 9    | Martin Hvastija  | Cantina Tollo | s.t.     |
| 10   | Stefano Zanini   | Mapei         | a 2'42"  |